# Jeannette Bourgogne
Pour plus de détails, voir Fiche technique et Distribution.
Jeannette Bourgogne est un film français réalisé par Jean Gourguet, sorti en 1938.

## Synopsis
À 19 ans, Jeannette Bourgogne, orpheline, commence à exercer le métier d'institutrice dans un village.

## Fiche technique
- Titre : Jeannette Bourgogne
- Réalisation : Jean Gourguet
- Scénario : Jean Gourguet et Léon Dubreuil
- Photographie : Scarciafico Hugo
- Son : Jean Dubuis
- Musique : Édouard Flament
- Société de production : Comité du film Jeannette Bourgogne (film réalisé sous le patronage du ministère de l'Éducation nationale[1])
- Pays de production :  France
- Durée : 88 minutes
- Date de sortie : 
  - France : 12 avril 1938

## Distribution
- Blanchette Brunoy : Jeannette Bourgogne
- Julien Orcel
- Sylvia Martin
- Lily Quenot
- Michèle Bertholle
- Huguette Paquet
- Monica Joël

## À propos du film
Dans Le Front Populaire, Jean Vigreux note que « le syndicalisme, en particulier du SNI-CGT, permet le tournage de films comme Jeannette Bourgogne, grâce à une souscription syndicale initiée par Odette Jarlaud, institutrice et militante ». Il souligne que « ce film de Jean Gourguet vante les mérites de la promotion sociale par l'école, en racontant la « belle histoire » d'une jeune orpheline qui devient institutrice et part en Morvan pour éduquer les jeunes ruraux ».
Le film a été tourné Aisy-sous-Thil, Beaune, Crimolois, Dijon ou encore Savigny-les-Beaune.